# Afro-Dite
Afro-Dite var en svensk gruppe. De repræsenterede Sverige i Eurovision Song Contest 2002 med Never Let It Go og opnåede en ottendeplads.

## Galleri
- Gladys Del Pilar
- Blossom Tainton
- Kayo Shekoni